# Kars
Kars (tiếng Thổ Nhĩ Kỳ: Kars, tiếng Ottoman Turkish: قارص, tiếng Armenia: Կարս, còn được viết là Ղարս Ghars) là một thành phố miền đông bắc Thổ Nhĩ Kỳ và là tỉnh lỵ tỉnh Kars. Với dân số 78.100 tính đến  năm  2012, đây là thành phố lớn nhất nằm ven biên giới hiện đang đóng cửa giữa Thổ Nhĩ Kỳ và Armenia.
Trong một thời gian ngắn, Kars từng đóng vai trò kinh đô Vương quốc Bagratuni Armenia. Đây cũng là kinh đô vương quốc Vanand vào thế kỷ IX-X. Đến thế kỷ XIX, thành phố dần trở nên quan trọng khi cả đế quốc Ottoman và đế quốc Nga tranh nhau thâu tóm thành phố, với phần thắng về phía Nga sau cuộc chiến 1877-1878. Trong Thế Chiến I, người Ottoman chiếm được thành phố năm 1918 nhưng rồi nhượng lại cho Đệ nhất Cộng hòa Armenia.

## Khí hậu
| Dữ liệu khí hậu của Kars                       | Dữ liệu khí hậu của Kars | Dữ liệu khí hậu của Kars | Dữ liệu khí hậu của Kars | Dữ liệu khí hậu của Kars | Dữ liệu khí hậu của Kars | Dữ liệu khí hậu của Kars | Dữ liệu khí hậu của Kars | Dữ liệu khí hậu của Kars | Dữ liệu khí hậu của Kars | Dữ liệu khí hậu của Kars | Dữ liệu khí hậu của Kars | Dữ liệu khí hậu của Kars | Dữ liệu khí hậu của Kars |
| Tháng                                          | 1                        | 2                        | 3                        | 4                        | 5                        | 6                        | 7                        | 8                        | 9                        | 10                       | 11                       | 12                       | Năm                      |
| ---------------------------------------------- | ------------------------ | ------------------------ | ------------------------ | ------------------------ | ------------------------ | ------------------------ | ------------------------ | ------------------------ | ------------------------ | ------------------------ | ------------------------ | ------------------------ | ------------------------ |
| Cao kỉ lục °C (°F)                             | 8.4 (47.1)               | 12.0 (53.6)              | 19.1 (66.4)              | 25.0 (77.0)              | 27.0 (80.6)              | 31.6 (88.9)              | 35.4 (95.7)              | 35.4 (95.7)              | 32.6 (90.7)              | 26.8 (80.2)              | 21.9 (71.4)              | 15.9 (60.6)              | 35.4 (95.7)              |
| Trung bình ngày tối đa °C (°F)                 | −3.2 (26.2)              | −1.2 (29.8)              | 4.9 (40.8)               | 12.3 (54.1)              | 17.3 (63.1)              | 22.2 (72.0)              | 26.3 (79.3)              | 27.3 (81.1)              | 23.0 (73.4)              | 16.1 (61.0)              | 7.5 (45.5)               | −0.4 (31.3)              | 12.7 (54.9)              |
| Trung bình ngày °C (°F)                        | −9.4 (15.1)              | −7.7 (18.1)              | −1.0 (30.2)              | 5.7 (42.3)               | 10.4 (50.7)              | 14.5 (58.1)              | 17.9 (64.2)              | 18.4 (65.1)              | 14.1 (57.4)              | 8.2 (46.8)               | 0.6 (33.1)               | −6.2 (20.8)              | 5.5 (41.9)               |
| Tối thiểu trung bình ngày °C (°F)              | −14.8 (5.4)              | −13.4 (7.9)              | −6.3 (20.7)              | −0.2 (31.6)              | 4.3 (39.7)               | 7.4 (45.3)               | 10.5 (50.9)              | 10.7 (51.3)              | 6.1 (43.0)               | 1.5 (34.7)               | −4.8 (23.4)              | −11.2 (11.8)             | −0.8 (30.6)              |
| Thấp kỉ lục °C (°F)                            | −36.7 (−34.1)            | −37.0 (−34.6)            | −31.5 (−24.7)            | −22.6 (−8.7)             | −7.0 (19.4)              | −4.0 (24.8)              | 0.1 (32.2)               | −1.9 (28.6)              | −4.4 (24.1)              | −17.5 (0.5)              | −30.0 (−22.0)            | −35.0 (−31.0)            | −37.0 (−34.6)            |
| Lượng Giáng thủy trung bình mm (inches)        | 23.2 (0.91)              | 21.4 (0.84)              | 33.1 (1.30)              | 57.0 (2.24)              | 83.6 (3.29)              | 75.0 (2.95)              | 65.1 (2.56)              | 45.1 (1.78)              | 29.7 (1.17)              | 44.6 (1.76)              | 26.6 (1.05)              | 25.6 (1.01)              | 530.0 (20.87)            |
| Số ngày giáng thủy trung bình                  | 6.77                     | 6.00                     | 8.37                     | 12.70                    | 17.57                    | 12.93                    | 10.57                    | 9.33                     | 7.13                     | 10.03                    | 6.40                     | 6.97                     | 114.8                    |
| Độ ẩm tương đối trung bình (%)                 | 83                       | 85                       | 78                       | 68                       | 65                       | 65                       | 63                       | 55                       | 57                       | 62                       | 73                       | 83                       | 70                       |
| Số giờ nắng trung bình tháng                   | 105.4                    | 132.8                    | 164.3                    | 183.0                    | 226.3                    | 273.0                    | 316.2                    | 303.8                    | 249.0                    | 192.2                    | 147.0                    | 102.3                    | 2.395,3                  |
| Số giờ nắng trung bình ngày                    | 3.4                      | 4.7                      | 5.3                      | 6.1                      | 7.3                      | 9.1                      | 10.2                     | 9.8                      | 8.3                      | 6.2                      | 4.9                      | 3.3                      | 6.5                      |
| Nguồn 1: Cơ quan Khí tượng Nhà nước Thổ Nhĩ Kỳ |                          |                          |                          |                          |                          |                          |                          |                          |                          |                          |                          |                          |                          |
| Nguồn 2: Weatherbase                           |                          |                          |                          |                          |                          |                          |                          |                          |                          |                          |                          |                          |                          |

## Thành phố kết nghĩa
Kars kết nghĩa với:
| - Bursa, Thổ Nhĩ Kỳ - Edirne, Thổ Nhĩ Kỳ - Ganja, Azerbaijan | - Kutaisi, Gruzia - Kirkenes, Na Uy - Wesel, Đức |